# Discografie van Ozark Henry
Discografie van Ozark Henry (Piet Goddaer).

## Albums
| Titel                                           | Jaar van uitgave | Datum van binnenkomst | Hoogste positie | Aantal weken | Opmerkingen                      |
| ----------------------------------------------- | ---------------- | --------------------- | --------------- | ------------ | -------------------------------- |
| I'm Seeking Something That Has Already Found Me | 1996             | onbekend              |                 |              |                                  |
| This Last Warm Solitude                         | 1998             | onbekend              |                 |              |                                  |
| To All Our Escapes                              | 2001             | onbekend              |                 |              |                                  |
| Birthmarks                                      | 2001             | 29-09-01              | 8               | 92           | Ultratop 50                      |
| Sedes & Belli - The Music                       | 2002             | 18-01-03              | 27              | 9            | Ultratop 50                      |
| The Sailor Not the Sea                          | 2004             | 23-10-04              | 3               | 64           | Ultratop 50                      |
| Live @ Pukkelpop 20.8.05                        | 2005             | onbekend              |                 |              |                                  |
| The Soft Machine                                | 2006             | 18-11-06              | 1               | 52           | Ultratop 50                      |
| A Decade                                        | 2007             | 01-12-07              | 7               | 30           | Ultratop 50                      |
| GrACE                                           | 2008             | 29-03-08              |                 |              | uitgegeven bij dagblad De Morgen |
| The Essential                                   | 2010             |                       |                 |              |                                  |
| Hvelreki                                        | 2010             | 06-11-10              | 1               | 44           | Ultratop 50                      |
| Le monde nous appartient                        | 2012             | 27-10-12              | 72              | 2            | Ultratop 50                      |
| Stay Gold                                       | 2013             | 27-04-13              | 1               | 74           | Ultratop 50                      |
| Live 2014: The Journey Is Everything            | 2014             | 04-10-14              | 17              | 14           | Ultratop 50                      |
| Paramount                                       | 2015             | 14-03-15              | 1               | 5*           | Ultratop 50                      |
| Us                                              | 2017             | 31-03-17              | 2               | 22           | Ultratop 50                      |

## Singles
| Titel                                       | Jaar van uitgave | Datum van binnenkomst | Hoogste positie | Aantal weken | Opmerkingen             |
| ------------------------------------------- | ---------------- | --------------------- | --------------- | ------------ | ----------------------- |
| Dogs and Dogmen                             | 1996             | onbekend              |                 |              |                         |
| Hope Is a Dope                              | 1996             | onbekend              |                 |              |                         |
| Radio (7.1.23.19.11.5.13.31)                | 1998             | onbekend              |                 |              |                         |
| Inhaling                                    | 1999             | onbekend              |                 |              |                         |
| Summer Junkie                               | 1999             | onbekend              |                 |              |                         |
| Ocean                                       | 1999             | onbekend              |                 |              |                         |
| Love Is Free to Interfere                   | 1999             | onbekend              |                 |              |                         |
| Taxidriver                                  | 2001             | onbekend              |                 |              |                         |
| Rescue                                      | 2001             | onbekend              |                 |              |                         |
| Sweet Instigator                            | 2001             | 16-02-02              | Tip 9           |              | Ultratip 30             |
| Word Up                                     | 2002             | onbekend              |                 |              |                         |
| Intersexual                                 | 2002             | onbekend              |                 |              |                         |
| You Always Know Your Home (met Sam Bettens) | 2002             | 16-11-02              | Tip 6           |              | Ultratip 30             |
| Indian Summer                               | 2004             | 02-10-04              | Tip 4           |              | Ultratip 30             |
| At Sea                                      | 2004             | 29-01-05              | Tip 3           |              | Ultratip 30             |
| Vespertine                                  | 2005             | onbekend              |                 |              |                         |
| Free Haven                                  | 2005             | onbekend              |                 |              |                         |
| These Days                                  | 2006             | 15-07-2006            | 20              | 18           | Ultratop 50             |
| Weekenders                                  | 2006             | 21-10-06              | Tip 10          |              | Ultratip 30             |
| Play Politics                               | 2007             | onbekend              |                 |              |                         |
| Sun Dance                                   | 2007             | onbekend              |                 |              |                         |
| Godspeed                                    | 2007             | 15-12-2007            | 34              | 6            | Ultratop 50             |
| Remains                                     | 2009             | 13-06-2009            | 44              | 5            | Ultratop 50             |
| This One's for You                          | 2010             | 23-10-2010            | 3               | 16           | Ultratop 50             |
| It's in the Air Tonight                     | 2010             | 22-01-2011            | Tip 5           |              | Ultratip 50             |
| Air and Fire                                | 2010             | 21-05-2011            | Tip 20          |              | Ultratip 50             |
| Out of This World                           | 2010             | 03-09-2011            | Tip 19          |              | Ultratip 50             |
| Stand by Me (Le monde nous appartient)      | 2012             | 27-10-2012            | Tip 45          |              | Ultratip 100            |
| I'm Your Sacrifice                          | 2013             | 30-03-2013            | 3               | 27           | Ultratop 50             |
| Plaudite Amici Comedia Finita Est           | 2013             | 28-09-2013            | 31              | 7            | Ultratop 50             |
| 21 Grams Short                              | 2013             | 30-11-2013            | Tip 23          |              | Ultratip 100            |
| We Are Incurable Romantics                  | 2013             | 01-02-2014            | Tip 14          |              | Ultratip 100            |
| Godspeed You (met Francesco Rossi)          | 2013             | 04-06-2014            | Tip 3           |              | Ultratip 100            |
| We Can Be Heroes                            | 2015             | 07-02-2015            | 40              | 3            | Ultratop 50             |
| Mapped Out For Me                           | 2017             | 19-08-2017            | Tip 18          | 4            | Ultratip Bubbling Under |

## Vinyl
| Titel                  | Jaar van uitgave | Datum van binnenkomst | Hoogste positie | Aantal weken | Opmerkingen |
| ---------------------- | ---------------- | --------------------- | --------------- | ------------ | ----------- |
| The Sailor Not the Sea | 2005             | n.v.t.                |                 |              |             |

## Dvd
| Titel                                                    | Jaar van uitgave | Datum van binnenkomst | Hoogste positie | Aantal weken | Opmerkingen |
| -------------------------------------------------------- | ---------------- | --------------------- | --------------- | ------------ | ----------- |
| Easter Sunday // Live At The Ancienne Belgique, Brussels | 2005             | 17-11-2005            | 2               | 5            |             |

## Fanuitgaven /bootlegs
| Titel                                      | Jaar van uitgave | Datum van binnenkomst | Hoogste positie | Aantal weken | cd / dvd |
| ------------------------------------------ | ---------------- | --------------------- | --------------- | ------------ | -------- |
| Live at Club Lek (30-10-2001)              | 2001             | n.v.t.                |                 |              | cd       |
| Live in de Handelsbeurs, Gent (13-11-2003) | 2003             | n.v.t.                |                 |              | cd       |
| Live at Club 3voor12 (27-10-2004)          | 2004             | n.v.t.                |                 |              | cd       |
| Live at Rock Werchter (30-06-2005)         | 2005             | n.v.t.                |                 |              | cd       |
| Live in de Handelsbeurs, Gent (13-11-2003) | 2003             | n.v.t.                |                 |              | dvd      |
| Rockumentary                               | 2005             | n.v.t.                |                 |              | dvd      |

## Als producer
| Titel cd            | Groep    | Jaar van uitgave | Datum van binnenkomst | Hoogste positie | Aantal weken | Opmerkingen |
| ------------------- | -------- | ---------------- | --------------------- | --------------- | ------------ | ----------- |
| Another Lonely Soul | Novastar | 2004             | 13-03-04              | 1               | 56           |             |